# Білорус Антон Васильович
Білорус Антон Васильович (*8 липня 1900 р., с. Більковці Коростишівської волості, Радомишльського повіту, Київської губернії — †7 січня 1966 р., м. Коростишів, Житомирської обл.) — педагог, кандидат геолого-мінералогічних наук, доцент Кіровоградського та Херсонського педінститутів, Київського університету ім. Т. Шевченка, політв'язень сталінських концтаборів (1949—1955).

## Біографія
Середняцька селянська родина Василя Романовича та Хіврі Арсенівни (до шлюбу Ігнатенко) Білорусів мала чотирьох синів — Степана, Макара, Юхима та наймолодшого Антона. Померли Роман та Хівря відносно молодими в 1916—1917 рр.
Початкову освіту Антон одержав в Коростишівському двокласному училищі. 1920 року закінчив другий клас 56-ї Житомирської єдиної трудової школи, через рік, в 1921 році — житомирську Педагогічну школу (колишня учительська семінарія), а в 1924 — Волинський Інститут Народної Освіти ім. І. Франка (м. Житомир)  по агробіологічному циклу
З 1924 р. до квітня 1931 р. працював учителем природознавства, фізики, хімії в трудових школах міст Овруча і Коростеня Житомирської області.
1 квітня 1931 р. вступив до аспірантури Науково-дослідного інституту геології (м. Київ) і закінчив її в травні 1934 р. На прилюдному засіданні наукової ради Науково дослідного інституту геології 13 травня 1934 р. захистив дисертаційну роботу на тему «Четвертинні поклади вододілу річок Тетерева, Гуйви — Гнилоп'яті та прилеглих дільниць» і був кваліфікований кандидатом наук в галузі «Загальна геологія». На цьому засіданні наукової ради інституту були присутні три професори — Чирвинський В. М., Безбородько М. І., Лисенко Ф. О.; рецензували роботу керівник секції загальної геології, видатний геолог проф. Чирвинський В. М. та науковий співробітник Біленко Д. К.
Співробітництво Білоруса А. В. з проф. Чирвинським мало продовження: в 1939 році в Працях інституту геології АН було вміщено за їхніми підписами статтю «Граніти р. Гірського Тикича»
З років навчання в Житомирі та аспірантури в Києві в нього склались хороші приятельські стосунки з Володимиром Бондарчуком (згодом ректор Київського університету, академік) і Володимиром Можарем (згодом відомий математик, репресований в 30-х роках).
З вересня 1934 р. до серпня 1941 р. працював доцентом геології і завідувачем кафедри хімії в Кіровоградському Педагогічному Інституті. Займався дослідженням корисних копалин і написав роботу «Корисні копалини Кіровоградської області» (1938 р.). 15 липня 1936 р. проходив Державну кваліфікаційну комісію Наркомосу УРСР, яка затвердила його вчену ступінь кандидата геологічних наук і звання доцента.
9 грудня 1939 р. був зареєстрований кандидатом по 110-му міському виборчому округу, а 24 грудня обраний депутатом Кіровоградської міської ради народних депутатів. Це був чисто декоративний орган влади, куди входило 251 депутат (один на кожних 250 мешканців міста, що мали право голосу).
В червні 1941 року, напередодні початку гітлерівсько-сталінської війни, подав заяву до інституту геології Академії наук України про проходження докторантури.
За станом здоров'я (гіпертонія) був невійськовозобов'язаним. З початком війни, маючи припис евакуюватися з родиною, залишився під німецькою окупацією.
З приходом німецьких військ у серпні 1941 року у Кіровограді почала виходити газета «Український голос», організаторами якої були учасники похідних груп ОУН львів'яни Василь Пасічняк (головний редактор) і Городицький (відповідальний секретар). Вони довкола цієї газети згуртували місцеву українську інтелігенцію. Це були переважно колишні викладачі та студенти педінституту, працівники місцевих газет — Мозговий, Мудрий, Малець, Шевченко І. І., Манюта, Будаш І. В, Крангач, Мартишевський К. Г., Потапов О. Т., Ходак П. І., Россохин К. М., Варгачов С. В., Кравченко…
Приблизно у жовтні-листопаді Пасічняк і Городицький були заарештовані окупаційною владою. Газету перейменовано на «Українські вісті», очолили її Мозговий І. С. — головний редактор, Шевченко І. І. — заступник гол. редактора та Будаш — відповідальний секретар. Саме в цей час почав працювати в газеті А. Білорус — з листопада 1941 року на посаді коректора, а з січня по травень 1942 на посаді завідувача економічного відділу.
Окупаційні власті шантажували А. Білоруса, використовуючи його минуле «радянського безпартійного висуванця». З огляду на своє непевне становище навесні 1942 року він разом  зі сім'єю (дружина, дочка чотирнадцяти та син восьми років) виїздить в м. Коростишів до батьків дружини. Працював у лісництві рахівником, а згодом, з березня 1943, був завідувачем однорічної сільськогосподарської школи в селі Ходорків.
Після «двохразового звільнення» Коростишева в кінці 1943 року, з 1 лютого 1944 р. до 30 вересня 1944 р. працював учителем фізики, хімії в Коростишівському педагогічному училищі, з 1 жовтня 1944 р. до 1 вересня 1945 р. — доцентом геології і деканом географічного факультету Херсонського Педагогічного Інституту. З осені 1945 р. Білорус А. В. у Києві, де від 1 вересня 1945 р. до 30 червня 1947 працював доцентом геології та замдекана геолого-ґрунтознавчого факультету Київського Державного Університету, ректором якого на той час був В. Г. Бондарчук. Був одним із авторів книжки «Університет на дому. Геологія, випуск І», виданої в 1948 р., написавши один з трьох розділів під назвою «Земля як матеріальна система». До іншого випуску цього збірника здав працю «Екзогенні процеси». Змушений був залишити роботу в університеті, оскільки працівники МДБ почали розслідувати його окупаційне минуле.
З 29 серпня 1947 р. до 11 квітня 1949 р. працював старшим геологом в Київській геолого-розвідковій експедиції Міністерства промисловості будівельних матеріалів і досліджував вапняки-ракушняки, як будівельний матеріал. Написав роботи: «Известняки-ракушечники (пильные) юга Европейской части СССР», в двох частинах (1948 р.) і  «Известняки-ракушечники (пильные) Каменец-Подольской области» (1949 р.).
Заарештований Білорус А. В. 9 квітня 1949 р. за постановою від 28 березня 1949 р., в якій про нього сказано: "проживаючи на окупованій території, був активним німецьким підручним, працював в німецько-фашистській газеті «Кировоградские вести»".
Справа в тому, що на той час уже було засуджено декого з колишніх працівників кіровоградської газети «Українські вісті»: в 1944 р. — Шевченка, Россіхина, Бурмаку, в 1946 р.— Мозгового, Манюту. Дехто з цих людей на допитах під час слідства називав серед працівників газети і Білоруса, характеризував його діяльність в редакції.
Від дня арешту до 19 квітня старший слідчий Швидкий робить йому чотири допити і виносить постанови: про обвинувачення за статтею 54-1 «а» КК УРСР, про передачу слідчої справи для подальшого слідства в УМДБ Кіровоградської обл., про етапування арештованого з внутрішньої тюрми МДБ УРСР у внутрішню тюрму УМДБ по Кіровоградській обл.
Допроваджують його у Кіровоград не пізніше 4 травня 1949 року, саме цим днем датована постанова слідчого Фокіна про прийняття справи до провадження. Але документи про слідчі дії Фокіна у справі відсутні. 18 травня 1949 р. справу приймає до свого провадження начальник відділення слідчого відділу УМДБ КО капітан Бардась. Він з 25 травня до 22 червня робить арештованому сім допитів (з них чотири нічних) і виносить постанови про перекваліфікацію обвинувачення зі статті 54-1 «а» на ст. ст. 54-3 і 54-10 ч. 2 КК УРСР, про долучення до справи речових доказів (вирізки з газет зі статтями, приписуваними Білорусу), про виокремлення слідчих матеріалів та протокол про закінчення слідства.
Слід наголосити, що майже трьохмісячне слідство в двох містах не встановило будь-яких нових істотних обставин діяльності підсудного в газеті «Українські вісті», окрім тих, про які було відомо зі свідчень раніше засуджених працівників газети. Так, він працював з листопада 1941 р. по травень 1942 р. в цій газеті на посадах коректора, а згодом завідувача економічного відділу, друкував на сторінках газети статті, дописи від своїм прізвищем та під псевдонімами Лисенко, Дніпровий, Ігнатенко (прізвище матері). Долучено до справи шість газетних вирізок: «Промислові товари для області та міста», «Торфовища», «Буре вугілля та електростанції», «Українське населення Карпат», «Фізико географічний нарис Кіровоградської області», «Незабром і весна», на зворотній стороні першої вирізки є фрагменти допису про село Грузьке. В цих двох останніх дописах містяться «антирадянські висловлювання». «Найстрашнішим» є допис «Незабаром і весна», в якій йдеться про «підготовку до весни». Тут вжито вислову «жидо-комуна», половину допису складає простора цитата з грізного звернення райхскомісара Коха до народу України. Підписано допис «Кравченко». Навряд чи ця стаття належить Білорусу, бо має вона офіційний, редакційний характер, за тематикою належить до сільськогосподарського відділу (такий був в редакції), серед співпрацівників газети була людина з прізвищем Кравченко.
23 червня затверджений обвинувальний висновок передається прокуророві Кіровоградської обл.
27 червня прокурор затверджує обвинувачення і скеровує його в Кіровоградський обласний суд. На своєму підготовчому засідання 1 липня суд приймає справу до свого провадження и призначає судове закрите засідання на 7 липня 1949 р.
7 липня 1949 р., напередодні 49-річчя підсудного, закрите судове засідання в складі голови обласного суду Притчі, народних засідателів  Сараскіної та Коніщева, з секретарем Болтянським за участю прокурора Чередниченко та оборонця Корсунського визнає Білоруса А. В. винним у вчиненні злочинів, передбачених ст.ст. 54-3, 54-10 ч. ІІ КК УРСР виносить йому вирок:
«за сукупністю вчинених ним злочинів у відповідності зі ст. 45 КК УРСР на підставі ст. 54-10 ч. ІІ КК УРСР з санкцій ст. 54-2 КК УРСР з застосуванням Указу Президії Верховної Ради СРСР від 26 травня 1947 року „Про відміну смертної кари“ ув'язнити у виправно-трудових таборах терміном на двадцять п'ять (25) років, з наступною поразкою в правах по п.п. „а“, „б“, „в“ ст. 29 КК УРСР терміном на п'ять (5) років з конфіскацією майна, що належить засудженому, в прибуток держави.»
10 липня А. Білорус подає до Верховного суду УРСР касаційну скаргу з «проханням по можливості зменшити термін покарання». Судова колегія в кримінальних справах Верховного суду УРСР 17 серпня 1949 року ухвалює «касскаргу Білоруса А. В. залишити без задоволення, а вирок Кіровоградського Облсуду від 7 липня 1949 року в силі.»
Покарання Білорус А. В. відбував у Комі АРСР (Ухтажемлаг), на вугільних шахтах його використано за фахом.
3 грудня 1954 року замісник генерального прокурора СРСР у порядку нагляду вносить протест у президію Верховного суду УРСР, де констатує, що «міра покарання обласним судом до Білоруса вибрана надзвичайно сувора, не відповідна ступеню вчиненого злочину» і просить «вирок Кіровоградського обласного суду і визначення Верховного суду УРСР у даній справі змінити з 25 до 10 років позбавлення волі. В іншому вирок облсуду залишити в силі.» Президія Верховного Суду УРСР задовольняє цей протест своїм рішенням № 1686н. 54 від 30 грудня 1954 року. Це рішення з грифом «Весьма срочно. Секретно» дісталося до спецвідділу Ухтажамлагу МВС СРСР вже тоді, коли Білоруса в Комі АРСР не було. Рішення повернуто в Кіровоград у березні 1955 року «без исполнения».
5 лютого 1955р за визначенням сесії Верховного Суду Комі АРСР від 27 січня 1955 р. на підставі статті 457 і 462 УПК РРФСР Білорус А. В. був достроково звільнений. Йому було заборонено оселятись у Києві та великих містах, місцем проживання він обрав Коростишів, де з 16 травня 1955 р. до смерті працював лаборантом-хіміком в лабораторії санепідемвідділу Коростишівської райлікарні.
На підставі пункту 5 статті 47 Основ кримінального законодавства СРСР і союзних республік та Указу Президії Верховної Ради Української РСР від 28 липня 1959 вважався несудимим. В 1962 році Білорус звертався до відповідних інстанцій з проханням про реабілітацію. Кіровоградська прокуратура своєю постановою від 17 січня 1962 року, не вбачаючи підстав для реабілітації, залишила прохання без задоволення.
Помер А. В. Білорус на різдво, 7 січня 1966 р., від інсульту в м. Коростишеві, похований там само.
Лише 12 серпня 1992 року прокуратура Кіровоградської області в своєму «Заключении в отношении Белоруса А. В. по материалам уголовного дела (арх. № 3168)», повторивши стандартну фразу, що Білорус, працюючи на посадах коректора, а згодом завідувача економвідділу газети «Кіровоградські вісті» «був активним німецьким підручним по розповсюдженню антирадянської агітації», далі пише: «Однако в материалах дела отсуствуют какие-либо доказательства, свидетельствующие о его предательской деятельности в отнощении советских граждан. На Белоруса Антона Васильевича распространяется действие ст. 1 Закона Украинской ССР от 17 апреля 1991 г. „О реабилитации жертв политических репресий на Украине“ за отсуствием доказательств, подтверждающих обоснованность привлечения его к уголовной ответственности». Так «совєтський гуманізм» і в незалежній Україні продовжує триматися за свої мертві жертви.

## Список праць Білоруса А.В
1. Хощеватське родовище марганцевих руд. 1931 р., рукопис, зберігається в геологічному управлінні, 2 друк аркуша
2. Дубровське родовище каоліну, фізико-хімічна характеристика його. 1932 р., рукопис, зберігається в геологічному управлінні, 2 друк. аркуша
3. Матеріали до пізнання і складання карти четвертинних відкладів УРСР, 1933 р. Праці інституту геології АН УРСР під редакцією проф. Бондарчука.
4. Четвертинні поклади вододілу р. Тетерева, Гуйви-Гнилоп'яті та прилеглих дільниць, 1934 р., дисертаційна робота, 4 друк аркуші.
5. Корисні копалини четвертинних покладів водорозділу річок Тетерева— Гуйви, 1934 р., рукопис, зберігається в геологічному управління, 1,5 друк. аркушів.
6. Корисні копалини Кіровоградської області, 1938 р., рукопис, зберігається в Кіровоградському педагогічному інституті, 3 друк. аркуші.
7. Граніти р. Гірського Тикича, 1939, разом з проф. Чирвинським В. М., Праці інституту геології АН УРСР , 2 друк. аркушів.
8. Українське населення Карпат //  Український голос (Кіровоград) від  10.01.1942.
9. Фізико-географічний нарис Кіровоградської області // Український голос (Кіровоград)) від  31.01.1942.
10. Земля як матеріальна система // Білорус А., Гаврусевич В., Усенко І. Університет на дому. Геологія. Випуск 1 за редакцією проф. Бондарчука В. Г. К.: Радянська школа. 1948. С. 5-49
11. Екзогенні процеси, 1947 р. Рукопис здано до збірника «Університет на дому. Геологія. Випуск 2», 3 друк. аркуші.
12. Известняки-ракушечники (пильные) юга Европейской части СССР, в двох частинах, 1948 р.
13. Известняки-ракушечники (пильные) Каменец-Подольской области, 1949 р..